# Roman Rees
Pour les articles homonymes, voir Rees.
Roman Rees, né le 1er mars 1993 à Fribourg-en-Brisgau, est un biathlète allemand.

## Carrière
Membre du SV Schauinsland, il fait ses débuts internationaux en 2012 dans les Championnats du monde junior. Un an plus tard, il est notamment sélectionné pour les Championnats d'Europe des moins de 26 ans.
En 2014, il est champion du monde junior en relais à Presque Isle.
Après un podium en IBU Cup à Beitostølen, il fait ses débuts en Coupe du monde en décembre 2016 à Östersund, où il marque ses premiers points avec une 36e place sur la poursuite. Plus tard dans la saison, il signe plusieurs tops vingt dont une douzième place sur le sprint de Kontiolahti, où il monte sur le podium du relais simple mixte avec Laura Dahlmeier. En janvier 2018, il est quatrième de l'individuel de Ruhpolding avec un 20/20 au tir.
En 2019, il monte sur son premier podium individuel en se classant troisième du sprint de Soldier Hollow. Ensuite, pour ses débuts en championnat du monde, à Östersund, il est vingtième de l'individuel et remporte la médaille d'argent au relais avec Erik Lesser, Arnd Peiffer et Benedikt Doll.

## Palmarès

### Jeux olympiques d'hiver
| Édition \ Épreuve | Individuel | Sprint | Poursuite | Mass start | Relais | Relais mixte |
| ----------------- | ---------- | ------ | --------- | ---------- | ------ | ------------ |
| Pékin 2022        | 7e         | 17e    | 6e        | 14e        | 4e     | —            |

Légende : 
- : première place, médaille d'or
- : deuxième place, médaille d'argent
- : troisième place, médaille de bronze
- — : non disputée par Rees

### Championnats du monde
| Édition / Épreuve | Individuel | Sprint | Poursuite | Mass start | Relais                   | Relais mixte | Relais mixte simple |
| ----------------- | ---------- | ------ | --------- | ---------- | ------------------------ | ------------ | ------------------- |
| Östersund 2019    | 20e        | —      | —         | —          | Médaille d'argent, monde | —            | —                   |
| Pokljuka 2021     | 10e        | —      | —         | —          | 7e                       | —            | —                   |
| Oberhof 2023      | 21e        | 19e    | 10e       | 18e        | 5e                       | 6e           | —                   |
| Nové Město 2024   | 13e        | —      | —         |            |                          | —            | —                   |

### Coupe du monde
- Meilleur classement général : 9e en 2023.
- 16 podiums :
  - 3 podiums individuels : 1 victoire et 2 troisièmes places.
  - 12 podiums en relais : 6 deuxièmes places et 6 troisièmes places.
  - 1 podium en relais mixte simple : 1 troisième place.

 Mis à jour le 7 janvier 2024 

#### Classements en Coupe du monde
| Saison    | Classement général final | Individuel | Sprint | Poursuite | Mass start |
| 2016-2017 | 48e                      | nc         | 45e    | 45e       |            |
| 2017-2018 | 33e                      | 13e        | 36e    | 37e       | 35e        |
| 2018-2019 | 42e                      | 32e        | 32e    | 51e       |            |
| 2019-2020 | 63e                      |            | 58e    | 48e       |            |
| 2020-2021 | 28e                      | 13e        | 31e    | 36e       | 30e        |
| 2021-2022 | 16e                      | 26e        | 16e    | 14e       | 21e        |
| 2022-2023 | 9e                       | 4e         | 7e     | 10e       | 12e        |

#### Victoires
| Saison \ Épreuve | Individuel | Sprint | Poursuite | Mass start | Total |
| ---------------- | ---------- | ------ | --------- | ---------- | ----- |
| 2023-2024        | Östersund  |        |           |            | 1     |
| Total            | 1          | 0      | 0         | 0          | 1     |

Dernière mise à jour le 26 novembre 2023

### Championnats du monde junior
- Médaille d'or du relais en 2014.

### IBU Cup
- 5 podiums individuels.